# Heteradelphia paulojaegeria
Heteradelphia paulojaegeria är en akantusväxtart som beskrevs av Hermann Heino Heine. Heteradelphia paulojaegeria ingår i släktet Heteradelphia och familjen akantusväxter. Inga underarter finns listade i Catalogue of Life.